# Christian Emil Stoud Platou
Christian Emil Stoud Platou, född 18 april 1861 i Hamar, död 28 juli 1923, var en norsk järnvägsman, farbror till Karen Platou.
Platou blev student 1879 och cand. jur. 1884. Han blev 1887 sekreterare i styrelsen for Norges statsbaner (NSB), och då det 1891 under arbeidsdepartementet inrättades ett eget kontor for järnvägarnas drifts- och anläggningsekonomi, blev han 1892 dess chef, avancerade 1903 till direktörsassistent vid NSB, var 1907–11 trafikdirektör 1911–12 overbestyrer vid Hovedbanen och 1912–19 tillförordnad generaldirektör för NSB. Som järnvägssakkunnig var han ledamot av flera kommittéer och hade stort inflytande på det norska järnvägsväsendets utveckling under 1900-talets första decennier.